# Igor Bezget
Igor Bezget, slovenski kitarist, komponist in učitelj, * 25. marec 1968, Maribor.
Igor Bezget je slovenski kitarist in komponist, uveljavljen na področju jazza, jazz fusiona, indijske in zahodnoafriške glasbe. Kot studijski glasbenik in avtor je sodeloval s številnimi priznanimi glasbeniki doma in v tujini ter nastopal na najvidnejših svetovnih glasbenih festivalih. V 80. in 90. letih dvajsetega stoletja je s skupinama Black Ballon in Maska opravljal pionirsko vlogo na področju kitarsko orientirane jazz fusion glasbe na Slovenskem. Kot glasbeni pedagog je že vrsto let član kolektiva GŠ Logatec.

## Življenjepis

### Glasbeni začetki
Po lastnem pričevanju se je v otroštvu bolj zanimal za znanost kot za glasbo. Slednja ga je intenzivneje pritegnila na prehodu iz osnovne v srednjo šolo, ko je kot mladi navdušenec nad rock glasbo in samouk prvič poprijel za kitaro in se po posluhu začel učiti igranja s poslušanjem kaset. Kmalu zatem je skupaj z Marijem Modrinjakom ustanovil trio Ramabi, čez nekaj mesecev pa se je skupina razširila s prihodom Vena Emeršiča in Jureta Koprivška. Pod novim imenom Enola Gay so člani osvojili prvo nagrado publike na vsejugoslovanski kitariadi v Banji Luki. Med svoje največje vplive tega obdobja Bezget prišteva Jimija Hendrixa, progresivni rock in skupino Smak, ki jo je vodil Radomir Mihailović – Točak.
V približno istem obdobju se je Bezget prek radijske oddaje Braneta Rončela, ki je bila del nočnega programa Radia Ljubljana, prvič srečal z jazz glasbo. Ker ni imel formalne glasbene izobrazbe, se je tudi jazz glasbe sprva učil po posluhu. Kmalu zatem se je kot kitarist in avtor pridružil skupini Black Balloon. V tem času so poleg Bezgeta skupino sestavljali še Matjaž Lah, Ven Jemeršič, Miran Celec in Nino Mureškič. Kljub temu da člani niso bili podkovani v jazz teoriji, so nastopali na slovitih jazzovskih festivalih po celi Evropi (npr. Ingolstädter Jazztage) in posneli svoje prve studijske posnetke.
Po opravljeni Srednji naravoslovni šoli Miloša Zidanška je Bezget študiral likovno pedagogiko, a je študij po enem opravljenem letniku opustil, saj je za tri mesece odšel na Švedsko, kjer je igral priredbe po hotelskih terasah. Kmalu po vrnitvi je začetna navdušenost nad glasbeno kariero začela pojenjati, zato je začel razmišljati o študiju kemije. Naslednjo veliko prelomnico v njegovem življenju predstavlja koncert skupine Pat Metheny Group v ljubljanskih Križankah leta 1991. Na tem koncertu je Bezget prvič slišal skladbo Have You Heard, omenjena izvedba pa ga je prepričala, da svoje življenje posveti glasbi.

### Izobraževanje in zgodnja kariera
Po slovenski osamosvojitvi se je Bezget eno leto intenzivno pripravljal na sprejemni izpit za Brucknerjev konservatorij v Linzu (današnja Univerza Antona Brucknerja), kamor ga je napotil mariborski jazz pianist Dejan Pečenko. Sprejemni izpit je uspešno opravil leta 1992 in nato študiral jazz kitaro pri profesorju Petru O'Mari. Tri letnike opravil z odliko, nato pa zaradi težav v zasebnem življenju študij opustil.
Poleg ustvarjanja z lastnim jazz triom Spectral, v katerem sta sodelovala še Nikola Matošić in Gašper Bertoncelj, je Bezget začel sodelovati tudi z Rokom Golobom v skupini Stop The Band, s katerim so poleg koncertiranja delovali tudi kot hišni band v oddaji Tok Tok, ki jo je vodil Aljoša Rebolj. V istem obdobju je s skupino Maska v RTV centru v Mariboru posnel tudi svoj prvi avtorski studijski album Hišica iz kart in začel sodelovati pri skupini Sensor, v kateri so sodelovali tudi Igor Lumpert, Nikola Matošič, Gašper Bertoncelj, Zlatko Kaučič, Žiga Golob in Andrea Allione. Bezget je v 90. letih sodeloval v številnih skupinah, ki so ustvarjale sodobni jazz, začel pa je tudi svojo pedagoško kariero kot učitelj kitare na Glasbeni šoli Logatec.
V poznih 90. letih je Bezgeta k sodelovanju v skupini  Electro Shock Boogie povabil Zlatko Kaučič, kar je vodilo do Bezgetove prve obsežnejše glasbene turneje, in sicer po Španiji in po Portugalskem. 
Tekom 90. let je nastala tudi skupina Sagar, v kateri sta poleg Bezgeta igrala še Borut Žeronder in Damir Višič. Žeronder in Višič sta s potovanja po Indiji domov prinesla table in sarod, kar predstavlja Bezgetovo prvo srečanje z indijsko glasbo. Skupina Sagar je na Slovenskem igrala pionirsko vlogo povezovanja evropske glasbe z indijsko glasbo in glasbo Bližnjega vzhoda. V povezavi s to skupino je Bezget začel raziskovati tudi bližnjevzhodna brenkala, arabsko lutnjo (oud) pa prvič uporabil ravno na debitantskem albumu  omenjene skupine z naslovom Nirvana (1998).

### Novo tisočletje
Po letu 2000 je Bezget prvič prišel v stik z newyorško glasbeno sceno in s tamkajšnjimi glasbeniki posnel  številne albume. Ena izmed bolj odmevnih je bila skupina Statements, pri kateri sta z Lenartom Krečičem sodelovala ob Gerryju Hemingwayu in Reggiju Workmanu, pa tudi projekt Incredible India in New York, ki je povezal takratni newyorški jazz z indijsko glasbo. Skupaj z Workmanom je Bezget med letoma 2004 in 2006 sodeloval tudi na glasbenih delavnicah pod imenom Jazz glasbena in plesna akademija. Na področju jazza je vredno izpostaviti še sodelovanje z Juretom Puklom in Igorjem Lumpretom v projektih Different spaces in Here we go again. Na začetku tisočletja se je Bezget pridružil spremljevalni skupini  Zorana Predina The Gypsy Swing Band, v kateri je ostal približno deset let, sodeloval pa je tudi z Ninom Mureškičem in Vaskom Atanovskim v triu Bahur.
V prvih letih novega tisočletja so nastale nekatere glasbene zasedbe, v katerih Bezget sodeluje še danes. Med vidnejše sodijo predvsem Plan 9 (kvartet s saksofonom), Igor Bezget trio (kitarski trio) in Organics (orgelski trio), ki ustvarjajo na področju jazza, pa tudi Black Balloon, ki je bila kljub kadrovskim spremembam še vedno aktivna na področju jazz fusiona. Tekom let so v skupini med drugimi igrali tudi Sebastijan Duh, Robi Novak, Marko Črnčec in Tadej Kampl. V približno istem času je nastal tudi album Dravski most, ki prinaša priredbe slovenskih narodnih in popularnih skladb, Bezget pa je začel sodelovati z romsko skupino Amala, ki združuje južnobalkansko romsko glasbo z jazz fusionom.
Kmalu zatem Bezget potuje v New Delhi, kjer v sodelovanju z indijskimi glasbeniki posname album Sagar Ragas (2005), ki označuje začetek dolgoletnega sodelovanja s Sharatom Chandro Srivastavom in Gyanom Singhom. Snemanje tega albuma postane prelomno, saj se Bezget, navdušen nad indijsko glasbo, pod njegovim vplivom med letoma 2005 in 2008 povsem posveti študiju saroda. Pri njegovem spoznavanju indijske glasbe sta bila pomembna mentorja pt. Biswajit Roy Chourdury in tablist pt. Suresh Talwalkar.
Decembra 2005 je Bezget v mariborskem Štuku posnel svoj največji projekt do tedaj. Album Pangea, napisan za big band, je najlepši odraz njegovih glasbenih raziskovanj, saj poleg jazz fusiona združuje še vplive indijske, bližnjevzhodne, balkanske in afriške glasbe. Projektu avtentičnost zagotavlja Bezgetova odločitev, da glasbene vplive podkrepi z ustreznimi izvajalci. Tako so na albumu zaigrala že omenjena Srivastav in Singh (Indija), balkanske zvoke pa so doprinesli Bajsa Arifovska, Mihail Parushev in Ratko Dautovski (Makedonija). Pangei je sledil še en projekt v world music maniri, in sicer album Kurkuma, ki je nastal v sodelovanju s tolkalcem Bermhardom Shimpelsbergerjem, na albumu pa so igrali še Kampl, Duh, Murekšič. 
Približno v istem času se je Bezget začel ukvarjati tudi z digitalno elektronsko glasbo, nad katero je bil navdušen že od rane mladosti. V naslednjih letih je posnel več albumov elektronske glasbe pod skupnim imenom Free Machine. Sam poudarja, da si pri teh projektih ne prizadeva, da bi poustvaril zvok pravih instrumentov, ampak skuša z elektronskimi sredstvi ustvariti nove zvočne dimenzije. V določene albume je kljub vsemu vključil tudi akustične instrumente, dodatno dimenzijo pa je projektu prinesla pevka in vsestranska umetnica Aphra Teslo.
Leta 2009 se je ob 50. obletnici Jazz festivala Ljubljana za nastop na omenjenem festivalu ponovno združila skupina Statements.

### Nadaljnja kariera
Po letu 2010 se je Bezgetova kariera bliskovito razvijala. V Čenaju je nastal album Journey of chanting, na katerem je poleg južnoindijskih glasbenikov sodelovala tudi Zvezdana Novaković, posnel pa je tudi nekaj kitarskih solističnih albumov, kot sta You Must Believe in Strings in He Vi Lo. Z letom 2010 je Bezget začel sodelovati pri mariborski skupini Papir, ki je novembra istega leta izdala odmeven prvenec Po Viharju, z londonsko skupino Paprika in Jožetom Sečnikom pa je odigral nekaj turnej po Veliki Britaniji in Avstraliji. Sam je ustanovil kitarski trio Sweet & notorious (2007−2012), v katerem sta sodelovala Tadej Kampl in Kolja Gioni. Skupina je izdala tri projekte v jazz fusion stilu.
Bezgetov največji projekt Pangea je po slabem desetletju dobil nadaljevanje. Album Pangea: Free the world je bil predstavljen in posnet 3. julija 2013 ob 22. uri na odru mariborskega Lenta. Poleg jazz orkestra na tem albumu sodeluje še osem vokalistov, in sicer Urška Gajšt, Ana Bezjak, Maja Keuc, Katja Koren, Karin Zemljič, Tijana Bass in David Matiči. Prisotna je bila tudi posebna sekcija indijskih glasbenikov, za afriški pridih pa je poskrbel Sekou Kouyate, ki je igral tradicionalni zahodnoafriški instrument kori. Skupina Organics, v kateri poleg Bezgeta sodelujeta še Marko Črnčec in Damion Reid, je istega leta v New Yorku posnela ploščo Organics.
V letu 2014 je nastalo ogromno avtorskih projektov, med katerimi velja izpostaviti projekt A Day With Guitar, ki združuje štiriindvajset enournih glasbenih albumov, združenih v kitarsko makrosuito, in sodelovanje z legendarnim jazz kitaristom Larryjem Coryellom v okviru praizvedbe Coryellove opere Vojna in mir. Del projekta A Day With Guitar je leta 2015 predstavil v sklopu koncertov z imenom Singularity, ki je obsegal nastope v ljubljanskih Križankah v sklopu Ljubljanskega jazz festivala, nato pa še v Los Angelesu in New Delhiju. Izbrani posnetki s koncertov v Ljubljani in Los Angelesu so kasneje izšli na albumu Singularity Live.
Leto 2015 je bilo v ustvarjalnem smislu povezano z afriško in indijsko glasbo. V sodelovanju s slovenskimi in tujimi glasbeniki so nastali projekti kot npr. plesno-glasbena predstava We Meet in albuma Meeting in Bamko ter Meeting Point, ki združuje afriško in indijsko glasbeno tradicijo. Bezget je v tem letu kot glasbenik gostoval v Los Angelesu in Amsterdamu, nato pa se odpravil na večjo turnejo po Indiji, kjer je nastopal kot gostujoči kitarist v skupini Heiko Dijker Tablatronics, pa tudi z lastno zasedbo. V tem letu je prav tako nastalo nekaj kitarskih solističnih projektov, med katerimi velja izpostaviti projekt Pag, ki je konceptualno enak projektu A Day With Guitar, le da je na vsakem izmed štiriindvajsetih albumov kitara uglašena drugače.
Tudi v naslednjem letu so nastajali skupinski in solistični projekti pa tudi sodelovanja na področju pedagoškega dela, med katerimi izstopa orkestrski jazz projekt za mladino Marko skače, ki je nastal v okviru šole Jazz Ravne. Bezget je za ta album pripravil večino aranžmajev, ki temeljijo na motiviki slovenskih ljudskih pesmi. V tem letu je veliko časa preživel na turneji, predvsem s z omenjeno skupino Tablatronics, v septembru pa je svojo avtorsko glasbo predstavil desettisočglavi množici na New Delhi Jazz Festivalu.
V letu 2017 je Bezget nadaljeval in poglabljal svojo kariero na vseh področjih, ki jih je dotlej zastavil. Med vrhunce lastne kariere gotovo lahko prišteva oktobrski nastop z orkestrom Sharata Chandra Srivastave ob šestdesetletnici neodvisnosti Indije, ki se je odvil v prestižnem londonskem Royal Festival Hallu. 
Približno v istem času se je Bezget začel ukvarjati s komponiranjem skladb za klasične glasbenike. Za Slovenski saksofonski orkester je napisal šeststavčno delo Cave robots (2014), skupaj s flavtistko Janjo Turk pa je posnel album Sanje spečega vulkana (2018).
Leto 2019 je prineslo številne albume različnih trio zasedb npr. Macedonian suite in Dravska suita. V tem letu je Bezget veliko nastopal s Tadejem Kamplom in Mihailom Parushevim, s katerima je izdal albuma Prulček in Činčin, posvečena istoimenskima jazzovskima kluboma v Ljubljani, v katerih je trio tudi nastopal. Tudi tekom tega leta je Bezget ohranil stik z indijsko glasbo, saj so nastali albumi Delhi New India (v okviru projekta Free Machine), Casual Day in Motovun Suite, na katerih sodelujejo glasbeniki s celotnega sveta. Med številnimi koncerti tega leta velja izpostaviti nastop na prestižnem francoskem festivalu Jazz à Vienne.
V letu 2020 so nastali novi albumi s trio zasedbo, Bezget pa se je tudi odpravil na turnejo po Maliju in Indiji.

### Čas pandemije covid-19
V času pandemije covida-19 je Bezget ustvarjal projekte, pisane za komorne in manjše orkestralne zasedbe. V tem času je nastajal tudi glasbeni dnevnik z naslovom Coronandia sessions, v okviru katerega je Bezget vsakodnevno preko Facebook live prenosa predstavljal povsem improvizirane glasbene nastope na številna glasbila. V 43 dneh je tako nastalo 48 enournih posnetkov, izmed katerih jih je bilo kar 43 tudi predvajanih v živo. V času pandemije je nastalo tudi nekaj mednarodnih posnetkov, pripravljenih na daljavo, na katerih so sodelovali glasbeniki z vseh celin. 
V letu 2021 je Bezget pripravil serijo digitalnih albumov v okviru projekta Free Machine, ki obsega več kot 365 glasbenih albumov, objavljenih na njegovem Youtube kanalu.

### Danes
Po koncu pandemije leta 2021 se je Bezget odpravil na turnejo po Severni Makedoniji in v okviru Mednarodnega dneva jazza v sodelovanju z makedonskimi glasbeniki predstavil glasbo z albuma Pangea: Free The World. V času bivanja v Skopju je posnel tudi album Organism, na katerem sta sodelovala makedonska glasbenika Damir Imeri (orgle) in Mihail Parushev (bobni). V nadaljevanju leta sledijo številni projekti in albumi z različnimi zasedbami. 
V istem letu je Bezgeta k sodelovanju v zahodnoafriški skupini Percussion mania povabil vodja zasedbe Mamadou Diabate, priznani balafonist iz Burkine Faso. Sledila je jesenska turneja po Avstriji, Nemčiji, Belgiji in Sloveniji. Bezget v skupini deluje še danes, njihovi nastopi pa se odvijajo na vseh celinah sveta.